# Снайпер

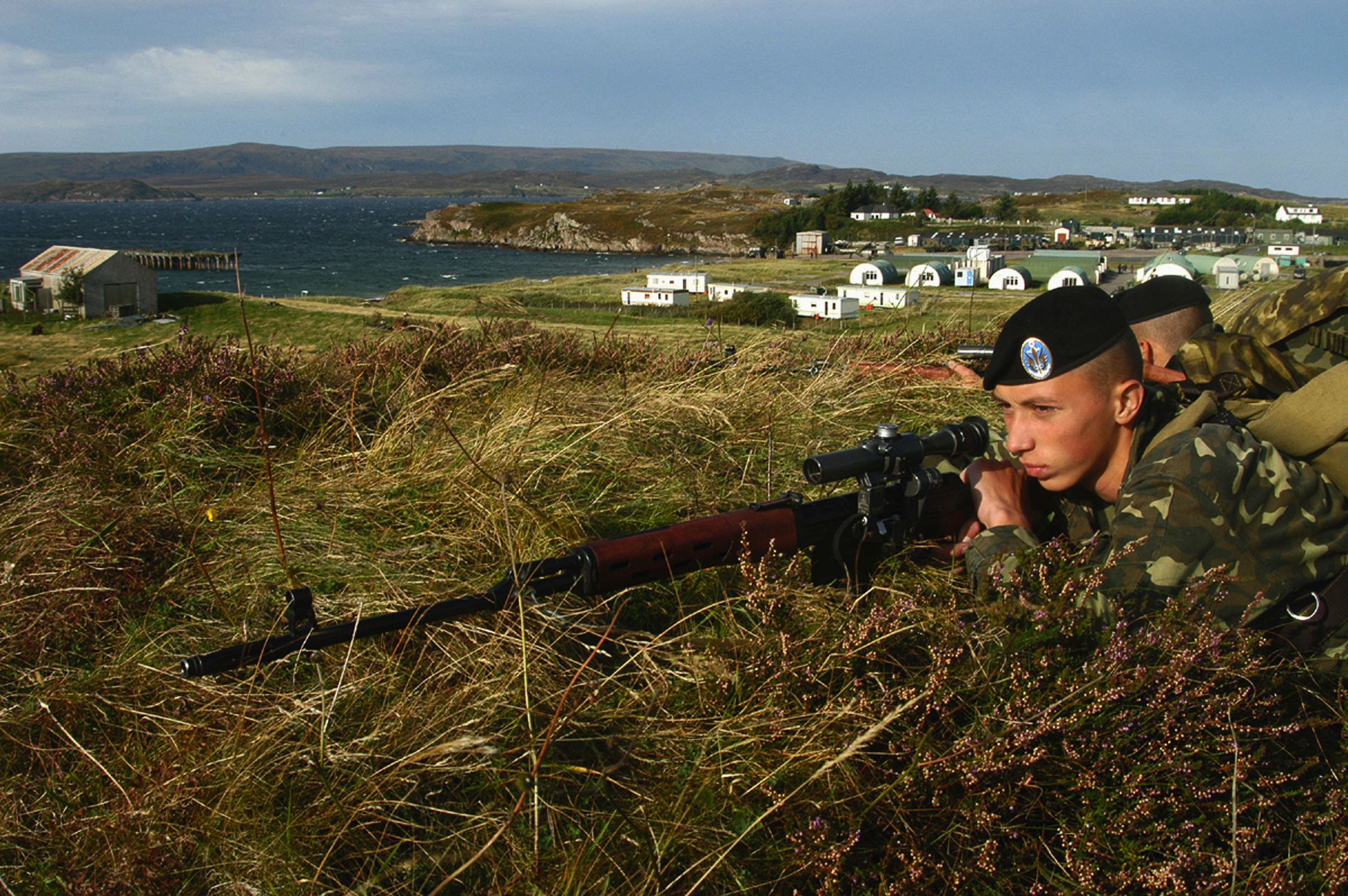
Снайпер морської піхоти України

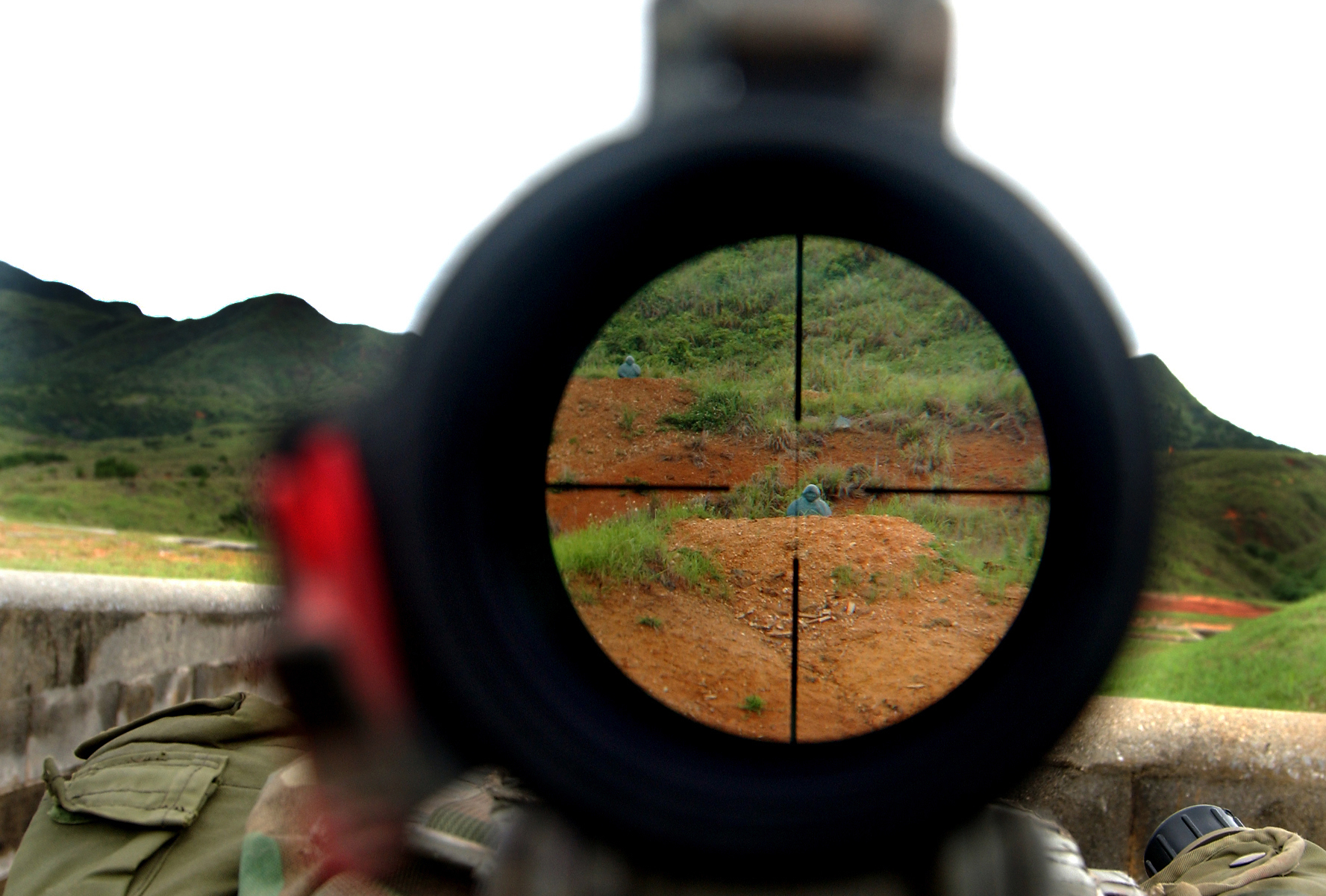
Поле зору крізь приціл снайперської гвинтівки

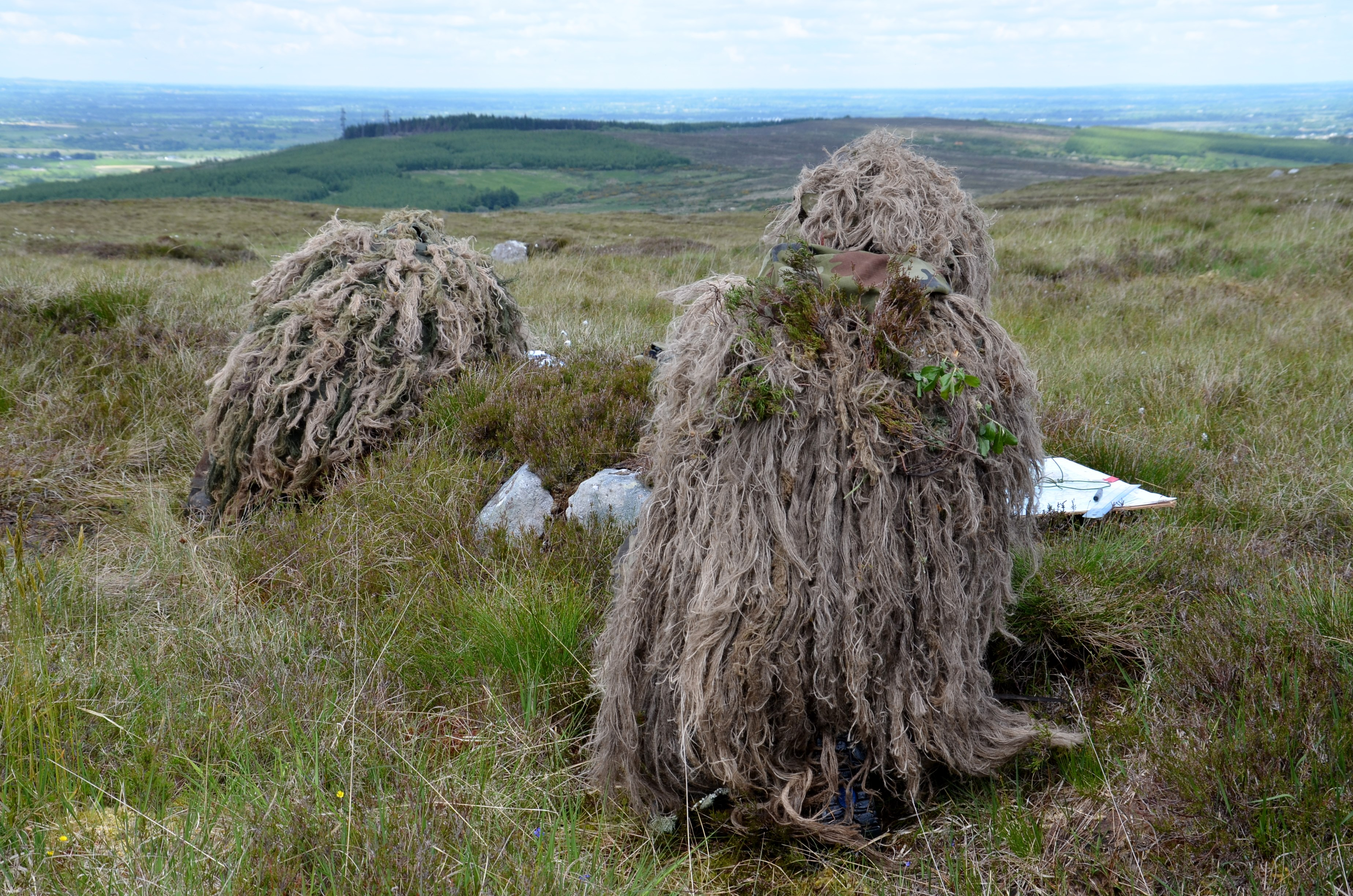
Маскувальна сітка снайпера

Сна́йпер (англ. sniper) — спеціальний боєць піхоти, або інших родів військ чи правоохоронних органів що вражає важливі цілі з першого пострілу, як правило із замаскованої засідки. Снайпери зазвичай використовують спеціальні снайперські гвинтівки обладнані оптичним прицілом. Досвідчені снайпери мають великий досвід у прицільній стрільбі, навичках маскування, прихованого пересування, спостереження, розрахунку траєкторії польоту кулі та інших чинників — вітру, температури, різниця у висоті тощо.
Слово «снайпер» походить від назви дрібної та швидкої пташки — бекаса (англ. snipe). Оскільки полювання на цю птицю було доволі складним, тих кому це вдавалося називали снайперами. Входить у ВОС в Україні та деяких країнах колишнього СРСР.

## Історія
Перші випадки використання мисливських рушниць в бойових умовах для високоточної стрільби були зафіксовані під час громадянської війни в Англії (1642—1648 рр.). Найвідомішим інцидентом стало вбивство командира армії парламенту лорда Брука під час облоги міста Лічфілда в березні 1643 року. Солдат Джон Дайот, який чергував на даху місцевого кафедрального собору, був озброєний довгою мисливською рушницею. Він вистрілив у лорда Брука, коли той необережно висунувся з укриття. Джон Дайот потрапив Бруку в ліве око. За мірками того часу, подібний постріл, зроблений з довгого гладкоствольного мушкета на відстані 150 ярдів (137,2 метра), вважався неабияким (дальність ефективної прицільної стрільби найпоширенішого виду вогнепальної зброї тієї епохи мушкета, в кращому випадку, становила 80 ярдів — 73,2 метра).
Зіткнення Британської армії під час війни за незалежність з американськими колоністами, серед яких було чимало мисливців, виявило уразливість регулярних військ перед майстерними стрільцями, здатними вражати цілі на дистанції, що вдвічі перевершує дієвий вогонь мушкетів. Це перетворювало бойові підрозділи в проміжках між боями й під час переміщень у мішень для полювання. Обози, окремі загони зазнавали непередбачених втрат; від вогню супротивника сховатися не було захисту; противник залишався недосяжним, а в більшості випадків був просто невидимий. Спроби деяких ентузіастів Британської армії перейняти цю тактику залишилися практично непоміченими командуванням. Новий розквіт у Європі точної стрільби спеціально відібраних стрільців британських військ проти армії наполеонівської Франції відбувся на початку XIX століття. Так, британський снайпер Томас Планкет убив генерала Кольбера. У їхніх супротивників теж були влучні стрілки — під час Трафальгарської битви французький унтер-офіцер, зайнявши позицію на щоглі корабля, смертельно поранив адмірала Нельсона.

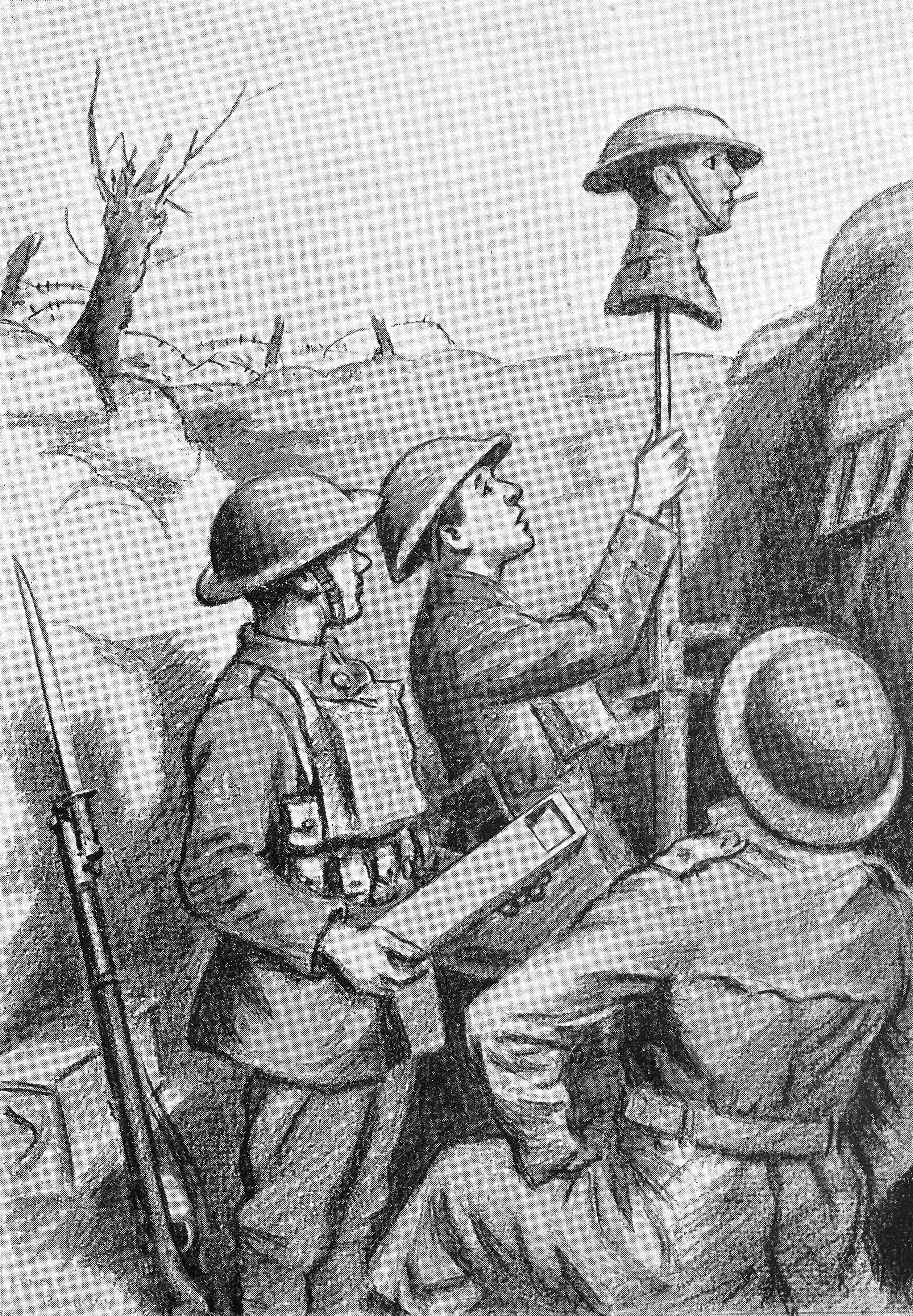
Виманювання снайпера на манекен

В англо-бурських війнах бури (голландські поселенці) розстрілювали англійських солдатів навіть у найбезпечніших місцях. Правило «Від одного сірника трьом не прикурювати» з'явилося й в англійців. Перший англійський солдат припалював цигарку — бур їх бачив. Другий англієць припалював — бур брав випередження. І вже третій отримував точний постріл бурського стрілка. Фредерік Рассел Бернхем, американський дослідник-авантюрист, який очолював британських розвідників у Англо-бурській війні, описував своїх розвідників як «наполовину вовки й наполовину зайці». Що відповідає описові снайпера. Для Бернгема найдосконалішими розвідниками були шотландці з хайлендерського полку, відомого як розвідники Ловато; 16 років по тому, ці феноменальні лісові люди утворили перший снайперський підрозділ у британській армії. Снайпер — сміливий спокусник долі, але він також повинен бути мудрим провидцем: «Той, хто стріляє і відходить, живе, щоб стріляти й наступного дня». — Першими отримали можливість перевірити ефективність рушниць нового покоління бури під час другої англо-бурської війни (Mauser, Enfield, Krag, Mannlicher, Schmidt-Rubin й Remington), як правило використовували німецькі гвинтівки. Саме бури вперше продемонстрували, що нечисленна група розсіяних на місцевості майстерних стрільців може протистояти частинам регулярної армії противника. Снайперський вогонь вперше став істотним чинником у бойових діях регулярних військ.
Магазинні гвинтівки почали відрізнялися високою якістю виготовлення і точністю. До прикладу, англійська гвинтівка Енфілд № 4 Мк1 при стрільбі на 200 ярдів (183 метри) впевнено укладала 7 куль у коло діаметром 7,6 см, а «Маузер» 1896 року («бурський») укладав 60 куль на відстані 500 метрів у прямокутник розміром 44 х 28 см, а на 1200 метрів — в прямокутник 186 х 92 см.

## Видатні снайпери

### Радянсько-фінська війна (1939—1940)
Сімо Гяюгя — фінський снайпер, в роки Радянсько-фінської війни знищив 542 радянських солдатів і офіцерів.

### Друга світова війна

#### СРСР
Чоловіки
Дяченко Федір Трохимович — в роки Німецько-радянської війни знищив 425 супротивників.
Зайцев Василь Григорович — радянський офіцер, Герой Радянського Союзу.
Пілюшин Йосип Йосипович — радянський снайпер, в роки Німецько-радянської війни знищив 112 німецьких солдатів.
Рубахо Федір Якович — в роки Німецько-радянської війни знищив понад 200 німецьких солдатів. Посмертно був удостоєний звання Героя Радянського Союзу.
Жінки
- Павличенко Людмила Михайлівна — в роки Німецько-радянської війни знищила 309 солдатів і офіцерів противника (у тому числі 36 снайперів), Герой Радянського Союзу. Найуспішніша жінка-снайпер.
- Ковшова Наталія Венедиктівна — 167 знищених солдатів і офіцерів противника, Герой Радянського Союзу.
- Кошкіна Марія Олексіївна — 83 знищених солдатів і офіцерів противника.
- Молдагулова Алія Нурмухамбетівна — за офіційними даними 78 знищених солдатів і офіцерів противника, за неофіційними — до ста.[1] Герой Радянського Союзу нагороджена також орденом Леніна.
- Поліванова Марія Семенівна — 50 знищених солдатів і офіцерів противника, Герой Радянського Союзу.
- Шаніна Роза Єгорівна — 54 знищені солдати та офіцери противника, кавалер орденів Слави 3-го та 2-го ступеня

#### Німеччина
- Хетценауер Маттеус — 345 убитих, Лицарський хрест.
- Аллербергер Йозеф — 257 убитих, Лицарський хрест (імовірно).
- Пейн Фрідріх — 200 підтверджених убитих.
- Суткус Бруно — 209 підтверджених убитих. (Фольксдойче, по батькові литовець, за дідом з боку батька німець. Декілька років після війни приховував справжню інформацію про себе. Контактував із лісовими братами . Був заарештований радянською владою у 1949 році. З 1949 по 1971 рік провів у таборах та поселеннях на лісозаготівлях у Сибіру. За шість років до смерті, 1997 року, отримав німецьке громадянство і переїхав на постійне місце проживання до Німеччини.)

### Інші війни
- Кріс Кайл — найрезультативніший снайпер в історії Збройних сил США.

## Рекорди на відстань влучення
У 1967 році, під час війни у В'єтнамі, снайпер морської піхоти США Карлос Хескок встановив рекорд відстані влучного пострілу в бойових умовах. Він був озброєний великокаліберним кулеметом M2 .50 Cal Browning з встановленим оптичним прицілом. З відстані 2286 метрів (2500 ярдів) влучним пострілом Хескоку вдалось вбити солдата В'єтконгу.
У березні 2002 року майстер-капрал (англ. Master corporal) Арон Пері (англ. Arron Perry), з 3-го батальйону ім. принцеси Патрісії канадської легкої піхоти побив рекорд Карлоса Хескока на відстань влучного пострілу в бойових умовах, який протримався 34 роки. Під час операції «Анаконда» в Афганістані він зробив влучний постріл на відстань 2310 метрів. Через кілька тижнів капрал Роб Фурлонг (англ. Rob Furlong) з того ж батальйону встановив новий рекорд, влучивши в афганського повстанця, який переносив РПК на відстані 2430 метрів. Обидва канадські снайпери були озброєні великокаліберними снайперськими гвинтівками McMillan Brothers TAC-50 (в канадській армії має позначення C15 Long Range Sniper Weapon).
Сержант Браян Кремер (англ. Bryan Kremer) встановив рекорд для американських збройних сил у 2004 році влучним пострілом на 2300 метрів. Постріл був зроблений в Іраку з гвинтівки Barrett M82A1, він убив іракського повстанця.
Британський снайпер Крейг Гаррісон пострілом з моделі L115A3 Long Range Rifle (AWM) встановив світовий рекорд на влучний постріл в бойових умовах на відстань 2475 м. Рекорд встановлено в листопаді 2009 року в Афганістані, він перевершує попередній рекорд 2430 м встановлений Робом Фурлонгом у 2002. Крейг Гаррісон використав нестандартний набій калібру .338 Lapua Magnum підвищеної потужності 91,4 мм завдовжки і 16,2 г (250 гран) кулею з високим аеродинамічним коефіцієнтом LockBase B408. Цей рекорд занесений до книги рекордів Гіннеса.
У червні 2017 року канадський снайпер — військовослужбовець 2-ї об'єднаної оперативної групи (JTF2) встановив рекорд, убивши в Іраку бойовика угруповання «Ісламська держава» з відстані 3540 метрів. Снайпер знаходився на височині та був озброєний великокаліберною снайперською гвинтівкою McMillan Tac-50, а куля, згідно з повідомленням «The Globe and Mail», пролетіла майже 10 секунд, перш ніж уразити ціль. Цим пострілом вдалось зірвати атаку бойовиків ІДІЛ на табір іракських військових. Командування військ спеціального призначення Канади підтвердили інформацію.
18 листопада 2023 року під час повномасштабного російського вторгнення за допомогою гвинтівки «Володар обрію» калібру 12,7×114 мм HL снайпер СБУ встановив чинний снайперський рекорд, імовірно, ліквідувавши російського офіцера на відстані 3800 метрів.

## Образ снайпера в масовій культурі
Снайпер — персонаж, який часто зустрічається в літературі, кінематографі та інших видах мистецтва. У більшості випадків акцент робиться на романтизації цієї професії через її дуже близький контакт зі смертю. При цьому часто забувають багато деталей снайперської стрільби, наприклад, балістику: у реальному житті куля в принципі не може долітати до цілі миттєво. Стереотипний літературний снайпер є соціопатом, часто безжальним і нещадним.
У літературі подібний стереотип склався на основі численних розповідей ветеранів про бойові дії Другої світової, згідно з якими, снайперів майже ніколи не брали в полон і вбивали на місці, а ті, хто потрапляв у полон, не мали майже жодних шансів на виживання. Вважалося, що снайпери стріляли «нишком» і вбивали жертву, яка його навіть не бачила. Подібний вчинок розцінювався як мерзенний, що порушував закони війни.

### Кінематограф
Художні фільми
- «Снайпер» (1931)
- «День Шакала» (1973)
- «Снайпери» (1985)
- «Снайпер» (1992)
- «Снайпер» (1993)
- «Янголи смерті» (1993)
- «Два снайпери»
- «Під прицілом» (1996)
- «Стрілок» (1993)
- «Тихий постріл» (1996)
- «Снайпери / Постріл крізь серце» (1998)
- «Ворошиловський стрілок» (1999)
- «Телефонна будка» (2002)
- «Зозуля» (2002)
- «На безіменній висоті» (2004)
- «Ворог коло брами» (2001 рік)
- «Снайпер 2» (2002)
- «Снайпер 3» (2004)
- «Вашингтонский снайпер: 23 дня страха» (2003)
- «Стрілець» (2007)
- «Снайпер. Зброя відплати»
- «Смертельна сутичка» (2010)
- «Снайпер 2. Тунгус» (2012)
- Військова розвідка: Північний фронт. Серія «Білий лис» (операція із захоплення легендарного фінського снайпера) (2012)
- Джек Річер (2012)
- «Американський Снайпер» (2014)
- Незламна (2015)
- «День Шакала» (2024)

Документальні фільми
- «Підготовка снайпера у польових умовах. Майстри маскування та військової хитрості»[13] (1939—1943, Німеччина) — навчальний фільм, Вермахт
- «Мистецтво снайпера. Снайпер проти снайпера»[14] (2002)
- «Снайпери»[15] (2012) — серія програми «Зброя», телеканалу «Чоловічий»
- «Зброя снайпера»[16] (2013) — серія програми «Полігон-ТВ»

### Комп'ютерні ігри
Снайпер часто виступає як один з персонажів комп'ютерних ігор, одночас практично всі особливості снайперської професії зникають — у переважній більшості ігор не реалізовано окомірної або інструментальної оцінки дистанції, перевищення та бокового вітру, немає врахування чинників відхилення кулі та введення поправок у приціл.Щоб гравець не надто розслаблявся, це, як правило, компенсується «гулянням» прицілу з одного боку в інший, що змушує гравця ретельно цілитися і вибирати оптимальний момент для пострілу.